# Schenkelia modesta
Schenkelia modesta là một loài nhện trong họ Salticidae.
Loài này thuộc chi Schenkelia. Schenkelia modesta được Roger de Lessert miêu tả năm 1927.